# Trevor Morgan
Trevor John Morgan (Chicago, Illinois, 26 de novembro de 1986), é um ator norte-americano. Ele já apareceu em filmes como The Sixth Sense (br: O Sexto Sentido), The Patriot (br: O Patriota), Jurassic Park III, The Glass House (br: A Casa de Vidro) e Mean Creek (br: Quase Um Segredo).

## Biografia
Morgan nasceu em Chicago, filho de Lisa Morgan e Joseph Borrasso, um comerciante. Ele tem dois meio-irmãos, Joe e Matt, e uma meia-irmã, Jennifer. Sua família se mudou para Orange County, Califórnia onde Trevor poderia seguir carreira de ator.
Morgan é vegetariano, adora música e toca violão, gosta de muitos esportes, incluindo basquete, beisebol e hóquei no gelo. Ele é republicano e frequentou a Laurel Springs School. É de descendência irlandesa por parte de mãe e italiana por parte de pai.
Trevor foi descoberto num shopping aos cinco anos de idade. Apareceu em diversos comerciais e algumas séries até fazer seu primeiro filme, Family Plan. Desde então, ele tem feito diversos filmes. Atuou ao lado de Haley Joel Osment em O Sexto Sentido e ao lado de Mel Gibson em O Patriota.
Morgan é amigo dos também atores Michael Angarano, Lou Taylor Pucci, Rory Culkin, Ryan Kelley e Haley Joel Osment.

### Vida profissional
Morgan foi descoberto por George Papadakis, um fotógrafo comercial, aos cinco anos de idade. Papadakis marcou um encontro com uma agência de talentos, o diretor de elenco viu Morgan e perguntou à sua mãe se ela estaria interessada em levá-lo para uma audição. Em seguida, Trevor apareceu em vários comerciais para o McDonald's e Cheerios e ainda foi destaque em uma caixa do Life Cereal. Ele teve sua primeira chance como "Alec Mackenzie" no filme Family Plan, o que o levou a aparecer em Barney's Great Adventure. Em seguida ele ganhou o papel principal de "Duke Cooper" em I'll Remember April. Atuou ao lado de Haley Joel Osment em O Sexto Sentido de 1999.
Depois do sucesso de O Sexto Sentido e I'll Remember April, o ator e diretor Mel Gibson, que estava à procura de vários atores mirins para interpretar seus sete filhos em O Patriota, perguntou a Morgan se ele não queria fazer um teste para o filme. Ele conseguiu o papel, interpretanto "Nathan Martin".
Morgan apareceu em filmes como Jurassic Park III e A Casa de Vidro de 2001. Entre seus outros créditos estão Empire Falls, os filmes independentes Quase Um Segredo, Tempo de Aprender, O Mestre da Vida e Chasing 3000. Morgan apareceu na série de TV, ER por cinco episódios, onde interpretou "Scotty Anspaugh", um garoto vítima de câncer. Por esta atuação, ele ganhou um prêmio SAG em 1998, juntamente com os membros do elenco principal da série. Seus créditos televisivos adicionais incluem Genius para a Disney Telefilms, In the Doghouse para a Viacom/Showtime, Touched by an Angel para a CBS, Fire Co. 132 da 20th Century Fox e Missing Persons para a ABC.

## Carreira
| Filmes    | Filmes                             | Filmes                           | Filmes                                   |
| Ano       | Título original                    | Título em português              | Papel                                    |
| --------- | ---------------------------------- | -------------------------------- | ---------------------------------------- |
| 1997      | Family Plan                        |                                  | Alec Mackenzie (para a TV)               |
| 1998      | In the Doghouse                    | br: Famoso Pra Cachorro          | Dylan Wagner                             |
| 1998      | Barney's Great Adventure           | br: As Aventuras de Barney       | Cody Newton                              |
| 1999      | The Sixth Sense                    | br: O Sexto Sentido              | Tommy Tammisimo                          |
| 1999      | Genius                             | br: Gênio Desafiando a Gravidade | Charlie Boyle / Chaz Anthony (para a TV) |
| 2000      | O Patriota                         | br: O Patriota                   | Nathan Martin                            |
| 2000      | A Rumor of Angels                  | br: Quando os anjos falam        | James Neubauer                           |
| 2000      | I'll Remember April                |                                  | Duke Cooper                              |
| 2001      | Jurassic Park III                  |                                  | Erik Kirby                               |
| 2001      | The Glass House (filme de 2001)    | br: A Casa de Vidro              | Rhett Baker                              |
| 2002      | The Rookie                         | br: Desafio do Destino           | Jimmy (jovem - não creditado)            |
| 2003      | The Flannerys                      |                                  | Para a TV                                |
| 2003      | Uncle Nino                         |                                  | Bobby Micelli                            |
| 2004      | Mean Creek                         | br: Quase Um Segredo             | Rocky Merric                             |
| 2005      | Empire Falls                       |                                  | Zack Minty (para a TV)                   |
| 2005      | The Prize Winner of Defiance, Ohio |                                  | Bruce Ryan (aos 16)                      |
| 2006      | Local Color                        | br: O Mestre da Vida             | John Talia Jr.                           |
| 2006      | Off the Black                      | Tempo de Aprender                | Dave Tibbel                              |
| 2008      | My Mom's New Boyfriend             | br: Mais do Que Você Imagina     | Eddie                                    |
| 2008      | Sanctuary                          |                                  | Colin Hanson                             |
| 2009      | Fault Line                         |                                  |                                          |
| 2010      | Wake                               |                                  | Jason                                    |
| 2010      | Brotherhood                        |                                  | Adam Buckley                             |
| 2010      | Chasing 3000                       |                                  | Mickey                                   |
| 2010      | The Haymaker                       |                                  | Davis (curta-metragem)                   |
| 2011      | Vampire                            |                                  | Renfield                                 |
| 2011      | The Diary of Preston Plummer       | The Diary of Preston Plummer     | Preston Plummer                          |
| 2011      | Munger Road                        |                                  | Corey LaFayve                            |
| Televisão |                                    |                                  |                                          |
| Ano       | Título                             | Papel                            | Episódios                                |
| 1997      | The Pretender                      | Garoto                           | 1 episódio                               |
| 1997      | Baywatch                           | Timmy                            | 1 episódio                               |
| 1997      | Touched by an Angel                | Stevie Sanders                   | 1 episódio                               |
| 1998      | ER                                 | Scott Anspaugh                   | 5 episódios                              |
| 2005      | CSI: Miami                         | Patrick Brookner                 | 1 episódio                               |
| 2005      | Reno 911!                          | Cara da escola                   | 1 episódio                               |
| 2007      | Law & Order: Criminal Intent       | Donny Carlson                    | 1 episódio                               |
| 2009      | Mental                             | Billy Bauer                      | 1 episódio                               |
| 2010      | Ghost Whisperer                    | Danny Seitz                      | 1 episódio                               |
| 2011      | The Defenders                      | Mike                             | 1 episódio                               |

### Prêmios e indicações
| Prêmios | Prêmios   | Prêmios                   | Prêmios                                                              | Prêmios         |
| Ano     | Resultado | Premiação                 | Categoria                                                            | Título          |
| ------- | --------- | ------------------------- | -------------------------------------------------------------------- | --------------- |
| 1999    | Indicado  | Young Artist Awards       | Melhor Performance em Série de Drama - Ator Jovem Coadjuvante        | ER              |
| 2000    | Indicado  | YoungStar Awards          | Melhor Ator Jovem/Performance em Filme de Drama                      | The Patriot     |
| 2000    | Indicado  | Young Artist Awards       | Melhor Performance em Filme Para TV ou Piloto - Ator Jovem Principal | Genius          |
| 2000    | Indicado  | Teen Choice Awards        | Filme - Escolha Sleazebag                                            | The Sixth Sense |
| 2001    | Indicado  | Young Artist Awards       | Melhor Elenco                                                        | The Patriot     |
| 2002    | Indicado  | Young Artist Awards       | Melhor Performance em Filme - Ator Jovem Principal                   | The Glass House |
| 2005    | Venceu    | Independent Spirit Awards | Prêmio Especial em Conjunto                                          | Mean Creek]     |
| 2006    | Venceu    | President Awards          | Estrela do Horizonte                                                 | Local Color     |